# European Association of Co-operative Banks
Die European Association of Co-operative Banks (EACB, deutsch Europäische Vereinigung der Genossenschaftsbanken) wurde 1970 gegründet.

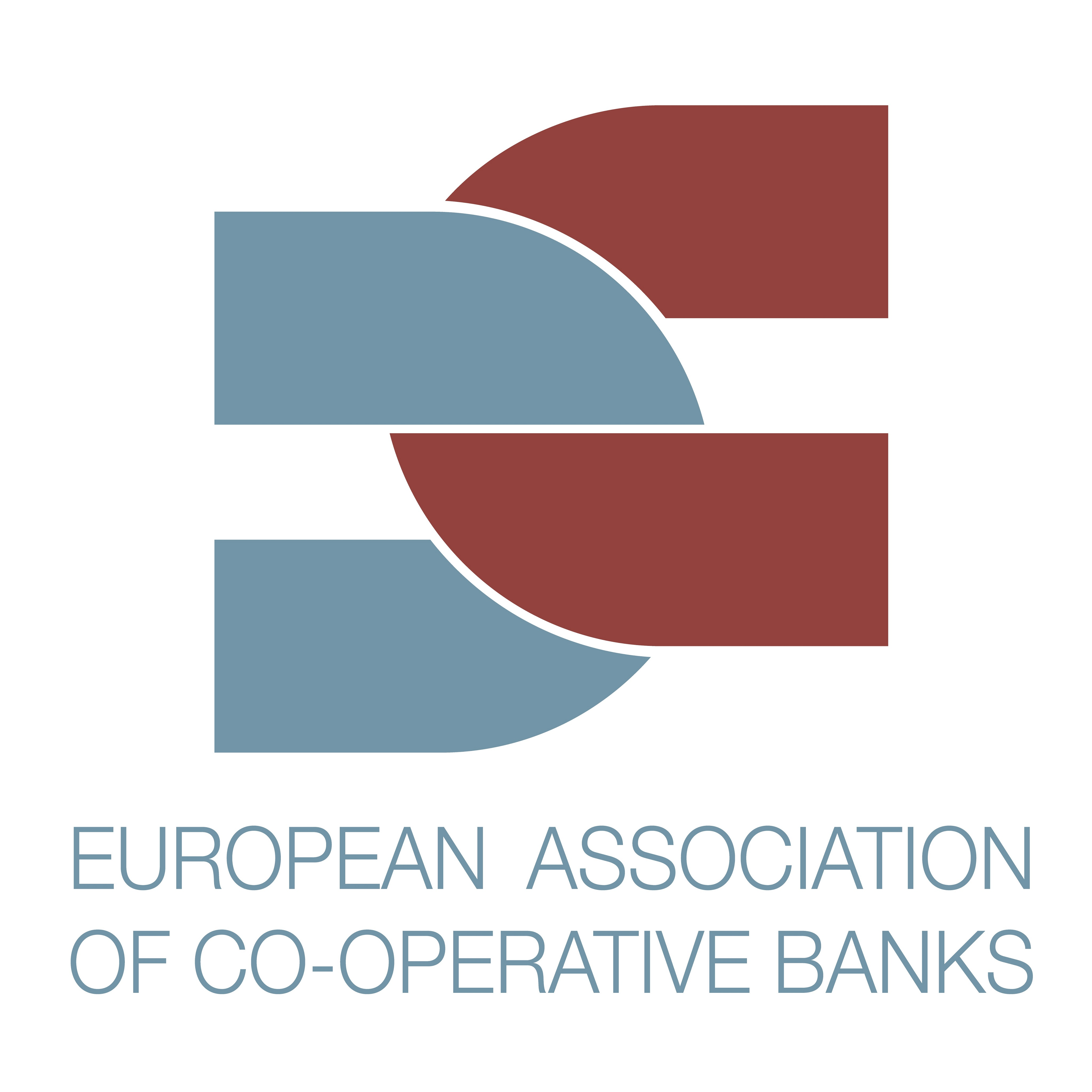

Mitglieder sind genossenschaftliche Bankengruppen aus 31 europäischen Ländern inklusive osteuropäischer Länder. Die 78 Millionen Mitglieder, die von der EACB vertreten werden, repräsentieren 68.000 Geschäftsstellen mit über 860.000 Mitarbeitern. Der Geschäftsanteil der EACB-Mitglieder beträgt europaweit rund 20 %. Die EACB ist der offizielle Ansprechpartner für EU-Institutionen in genossenschaftlichen Fragen.
Ein weiterer Zweck ist es, die genossenschaftlichen Banken der Mitglieder über wichtige europäische Veränderungen im Bankensektor zu informieren und die genossenschaftlichen Interessen der 31 vertretenen Länder zu koordinieren.

## Liste der Mitglieder
- Central Cooperative Bank (Bulgarien)
- Bundesverband der Deutschen Volksbanken und Raiffeisenbanken (Deutschland)
- DZ Bank (Deutschland)
- OP Bank Group (Finnland)
- BPCE (Frankreich)
- Crédit Agricole (Frankreich)
- Crédit Mutuel (Frankreich)
- Association of Co-operative Banks of Greece (Griechenland)
- Co-operative Bank (Großbritannien)
- Federcasse (Italien)
- Associazione Nazionale Fra Le Banche Popolari (Italien)
- Lietuvos Kredito Unijos (Litauen)
- Banque Raiffeisen (Luxemburg)
- Rabobank Groupe (Niederlanden)
- Österreichischer Genossenschaftsverband (Österreich)
- Raiffeisen Bankengruppe (Österreich)
- National Union of Co-operative Banks, KZBS (Polen)
- Crédito Agrícola (Portugal)
- Creditcoop (Rumänien)
- Landshypotek (Schweden)
- Raiffeisen Schweiz (Schweiz)
- Unión Nacional de Cooperativas de Crédito (Spanien)
- Országos Takarékszövetkezeti Szövetség (Ungarn)
- Coop Central Bank (Zypern)